# Стирофон
Стирофон е музикален перкусионен инструмент от групата на фрикционните идиофони.
Представлява правоъгълна кутия, изработена от материала полистиренова пяна.
Звукът се произвежда посредством търкане по повърхността с дървена палка. Тъй като търкането поврежда материала, обикновено инструментът може да се използва само еднократно.